# きよ彦
きよ彦（きよひこ、本名・大堀 清日古（おおほり きよひこ）、1950年3月25日 - 2019年10月28日）は、日本の着物デザイナー、タレント、料理人、料理研究家。
福島県耶麻郡西会津町出身。福島県立西会津高等学校卒業。血液型はO型。趣味は宝塚観劇。

## 経歴
旅館の板前をしていた父と、農家出身の母の間に生まれる。
小学5年の時に両親が離婚。
母と妹と3人で暮らし、高校卒業後に上京。
サラリーマン、六本木のバーのオーナーを経て、1988年に京都の呉服問屋の勧めで着物のデザインを始める。花をモチーフにした斬新なデザインで知られる。
1990年代初頭からコメンテーター・タレントとしてテレビ番組に出演するようになる。自らデザインした着物を着こなし、おネエ口調の毒舌キャラクターで人気を得た。「元祖おネエキャラ」「おネエタレントの古株」などと言われるが、妻子（娘が一人）いる。
娘の高校の卒業式の日に、妻（42歳没）を動脈瘤で亡くしている。
妻を亡くすまで台所に立ったこともなかったが、保育士を目指し短大に進学した娘のために2年間毎日欠かさず弁当を作ったことが料理人になるきっかけとなった。
2017年末にステージ4の下咽頭がんを発症し入院・手術を受け一旦は回復。2018年にはテレビ番組出演も再開した。
しかし2019年の夏に頸動脈からの出血により再入院。手術を受けたが、同年10月28日1時55分（JST）、入院先の東京都内の病院で死去。69歳没。
死因は発表されていないが、報道によると脳梗塞の疑いがあるという。
2019年11月3日、近親者による密葬が執り行われた。

## 店
福島県会津若松市で手打ちそば屋「きよ彦 花」をプロデュース。器などをすべてデザインし、着物も展示している。地産を生かした天ぷらが有名でガイドブックにもしばしば掲載され、リピーターも多く行きつけにしている文化人もいたが、2010年に閉店した。
生前は六本木にあるおでんの店「まめ彦」のオーナーを務めていた。

## 著書
- 「びっくり極うま!野菜料理」（宝島社刊）
- 「いきな女にいきな躾―とっておき、28の秘訣」（麻布台出版社刊）
- 「五色二十種の野菜を使ったきよ彦流料理」（六耀社刊）

## 主な出演番組
- ゆうどきネットワーク（NHK総合）
- 趣味悠々（NHK教育）
- クイズ世界はSHOW by ショーバイ!!（日本テレビ系）
- ジャスト（TBS系）※木曜日コメンテーター
- ゴールド・ラッシュ!（フジテレビ系）※審査員として出演
- ものまね王座決定戦（フジテレビ系）※審査員として出演
- 笑っていいとも!（フジテレビ系）[1]1994年10月から1995年9月まで金曜日レギュラー。
- ライオンのごきげんよう（フジテレビ系）
- 半熟卵（フジテレビ系）
- 嫁はミツボシ。（2001年） - きよ彦（本人役）
- 朝は楽しく!（テレビ東京）
- いい旅・夢気分（テレビ東京）
- レディス4（テレビ東京）[6]
- 土曜☆ブレイク ミルリッチ(TBS)